# 퀴논
퀴논(영어: quinone)은 공식적으로 이중 결합의 재배열이 필요한 동일한 수의 –CH= 기를 –C(=O)– 기로 전환하여 방향족 화합물(예: 벤젠 또는 나프탈렌)로부터 유도된 유기 화합물의 한 부류이며, 완전한 공액 고리형 다이온 구조를 가지고 있다. 퀴논은 일부 헤테로고리 화합물을 포함한다.